# Thamniopsis purpureophylla
Thamniopsis purpureophylla là một loài rêu trong họ Pilotrichaceae. Loài này được (Müll. Hal. ex E. Britton) W.R. Buck mô tả khoa học đầu tiên năm 1987.